# Efekt Ortona
Efekt Ortona (także kanapka Ortona) – technika fotograficzna opracowana przez Michaela Ortona, fotografa z Vancouver. Początkowo polegała na zrobieniu dwóch lekko prześwietlonych zdjęć, z czego jedno było ostre, a drugie rozmyte. Po połączeniu slajdów otrzymuje się rezultat, który jest zwany efektem Ortona.
Obecnie technika ta może być symulowana w programach takich jak Adobe Photoshop czy GIMP przez użycie rozmycia gaussowskiego oraz na odpowiednim manipulowaniu warstwami.

## Przykład

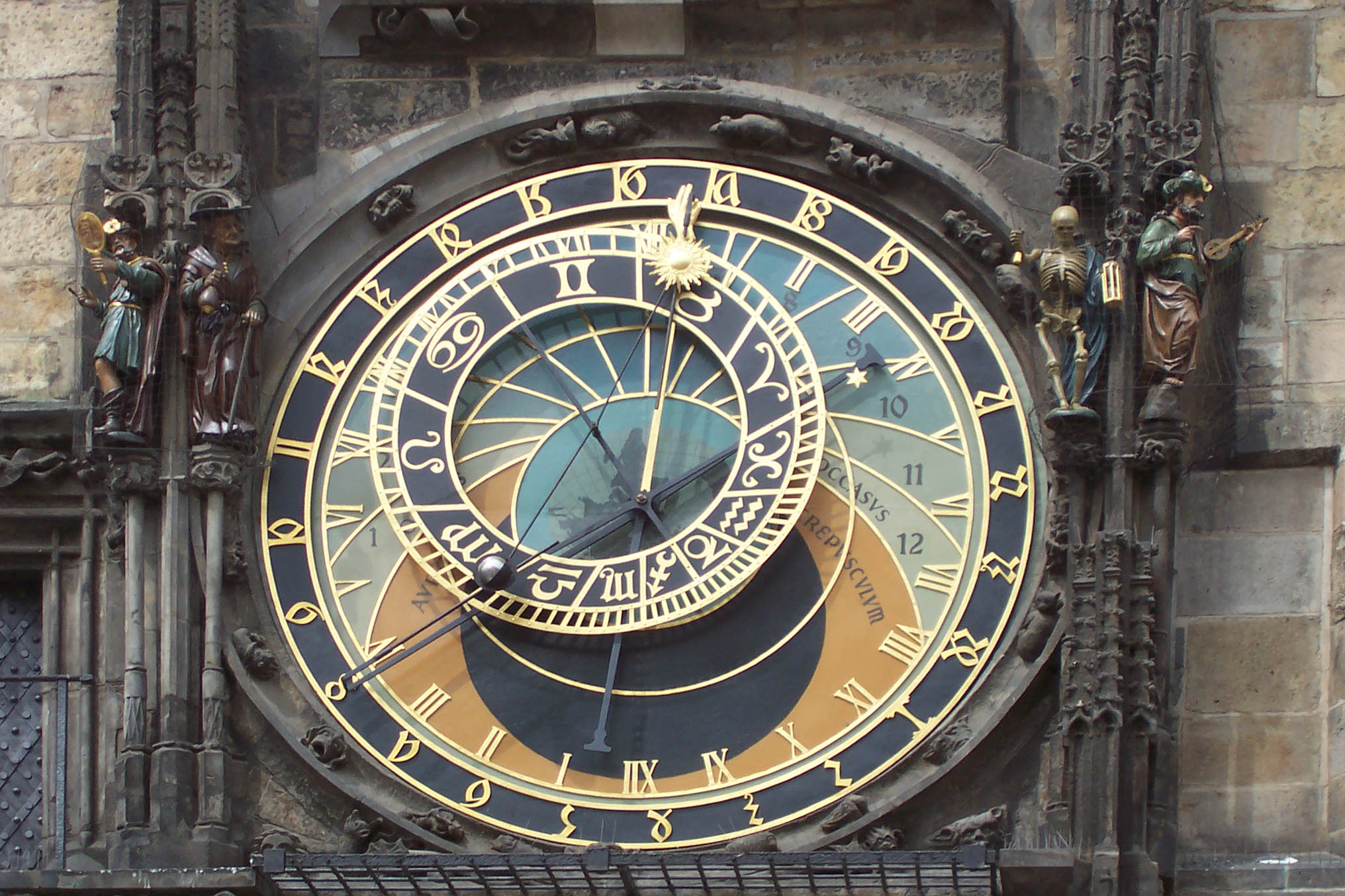
Ostre zdjęcie źródłowe
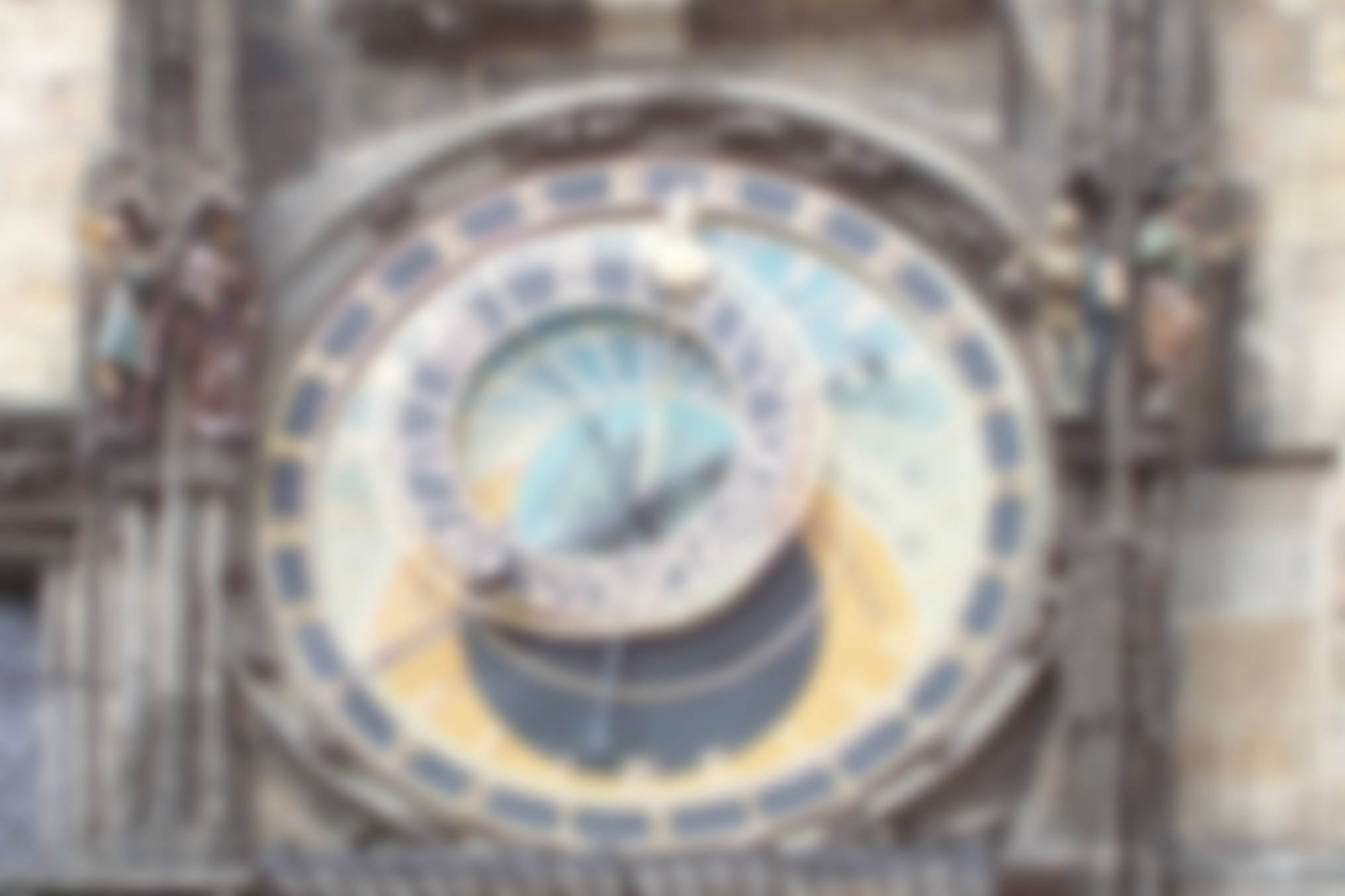
Rozmyte zdjęcie źródłowe
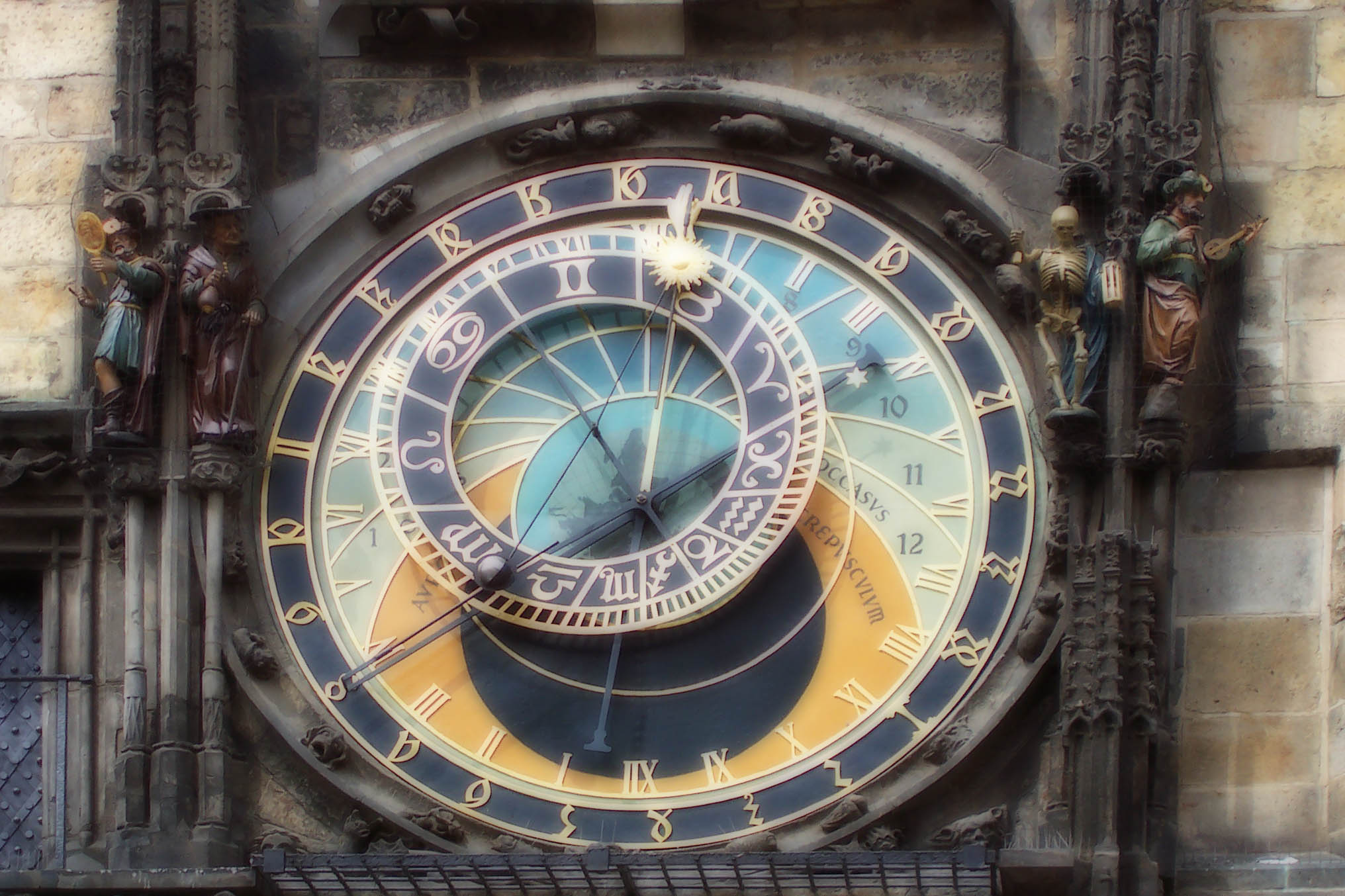
Rezultat